# CUC基因
CUP-SHAPED COTYLEDON（CUC）屬於NAC基因家族成員，目前有CUC1、CUC2、CUC3。

## 功能
據報導指出，高等植物的芽從種子萌發後，其頂端舉有分裂能力的新細胞群趨於活躍，成為莖和葉。接著相接的部位發生細胞分裂，分出新的測枝。利用基因組已被全部破譯的阿拉伯芥進行實驗，著重研究在植物長出莖和葉時控制細胞分裂的兩個基因。"CUC1"、"CUC2"與構造類似的基因"CUC3"的相互控制。
實驗結果顯示，只有CUC3不發揮作用，那麼阿拉伯芥的測枝生長就不會順利。而若同時控制"CUC2"、"CUC3"的作用，那麼分生出的側枝就只有正常情況下的20%~30%。科學家總和分析認為，植物分生出側枝時"CUC3"基因發揮主要作用，而"CUC2"、"CUC3＂功能起輔助作用。